# 2024年多倫多影評人協會獎
第28屆多倫多影評人協會獎（The 28th Toronto Film Critics Association Awards）是多倫多影評人協會以茲獎勵2024年電影的獎項。2024年12月15日，由協會成員投票得出獲獎名單；2025年2月24日在英皇愛德華酒店舉行頒獎典禮，由亞曼達·布魯蓋爾主持，並在當天揭曉羅傑斯最佳加拿大電影獎、最佳加拿大紀錄片得獎者。拉梅爾·羅斯執導的《五分钱男孩》獲得最佳影片等3項獎座，為本屆贏家。

## 獲獎名單

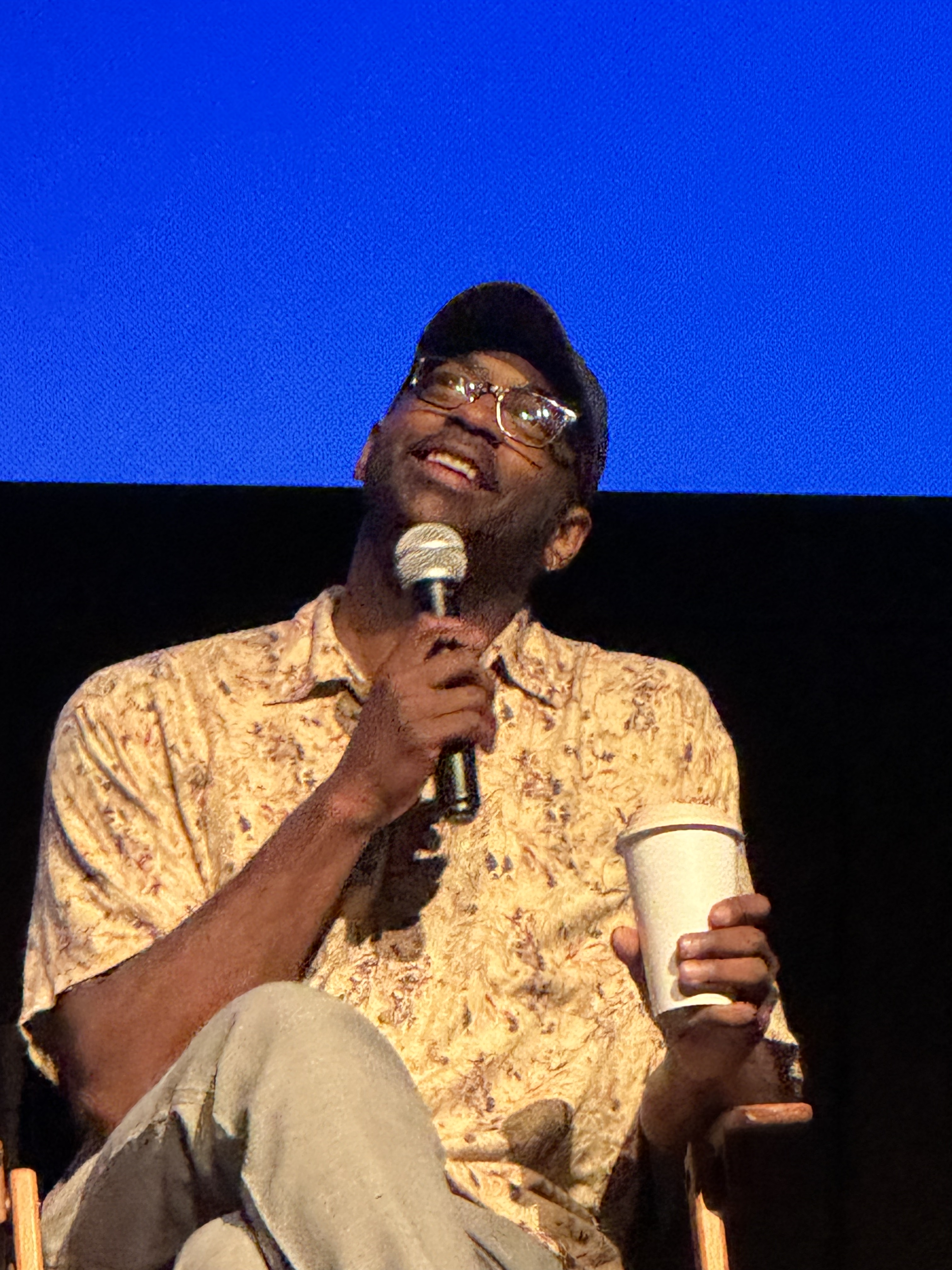
最佳導演、最佳改編劇本：拉梅爾·羅斯

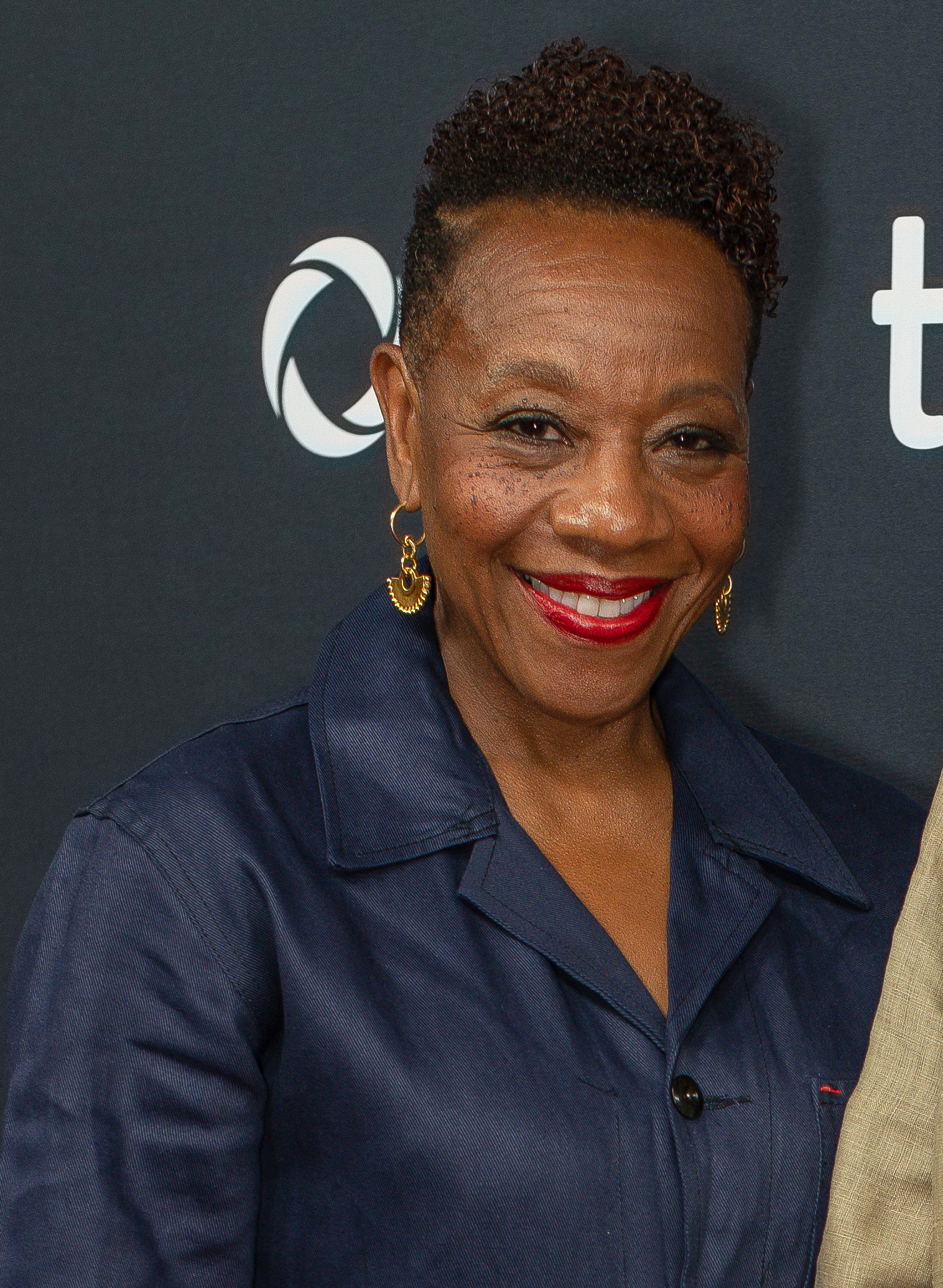
最佳主角演出：瑪麗安·吉恩-巴普迪斯特

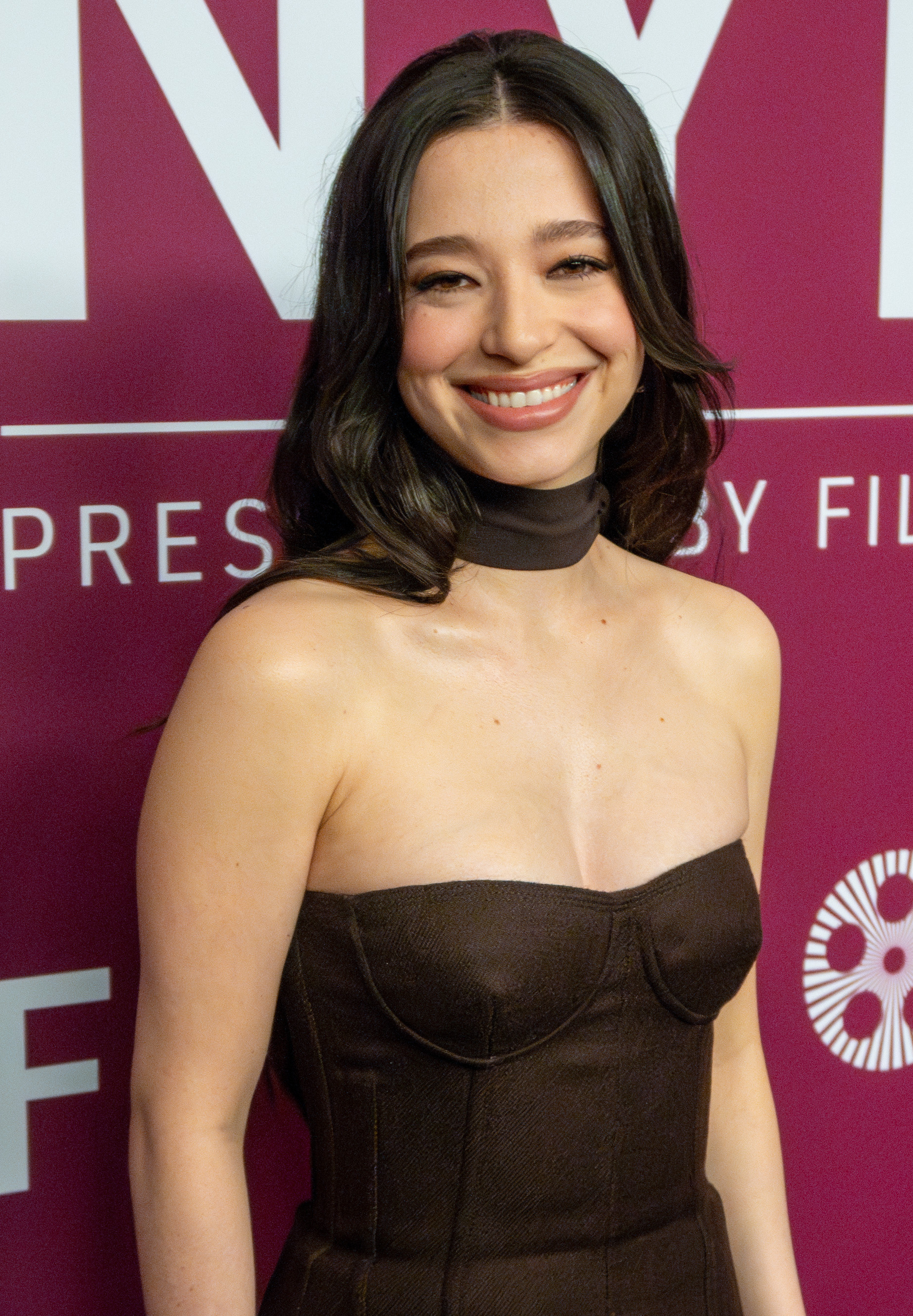
最佳主角演出：麥琪·麥迪遜

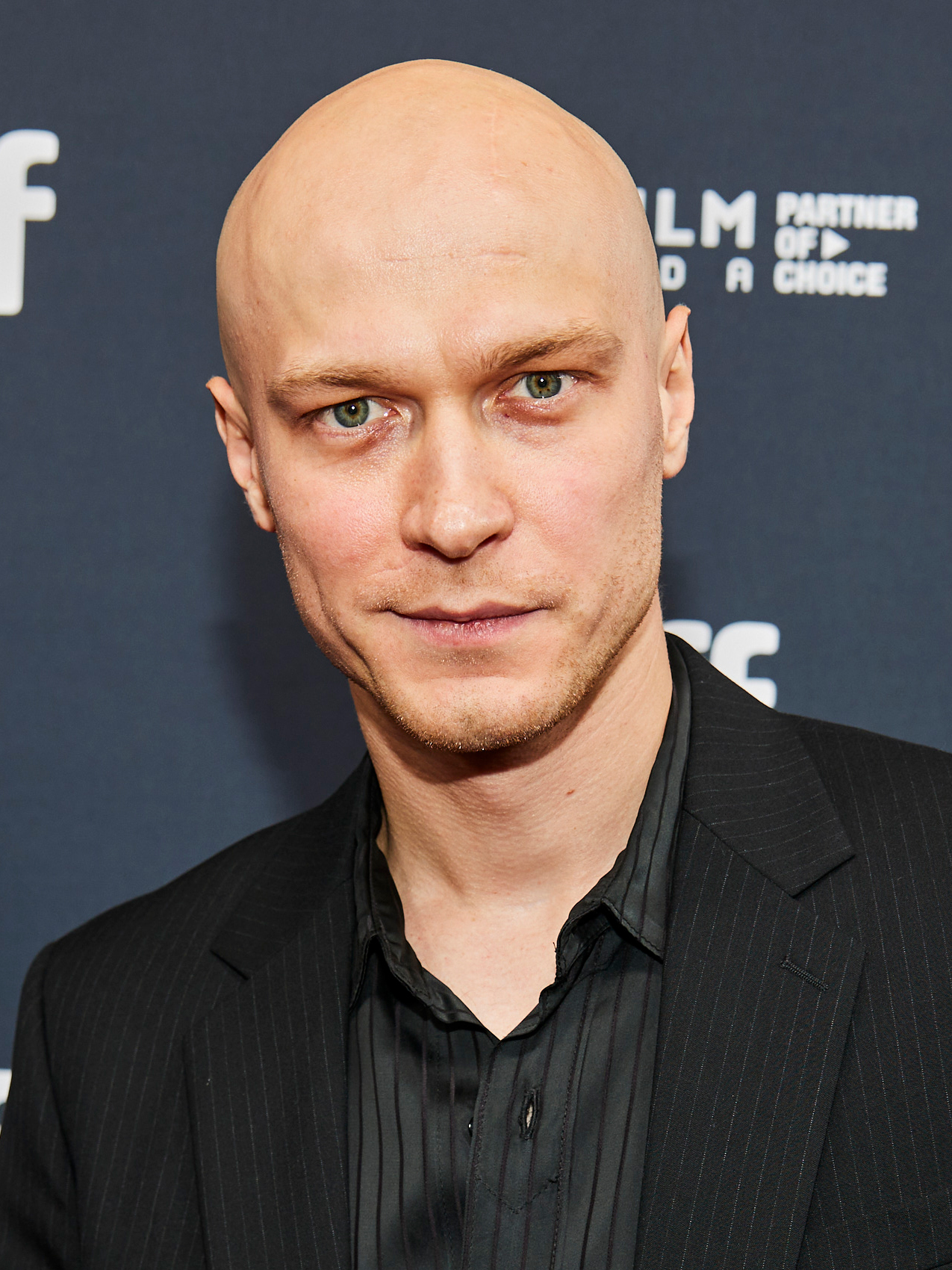
最佳配角演出：尤里·鮑里索夫

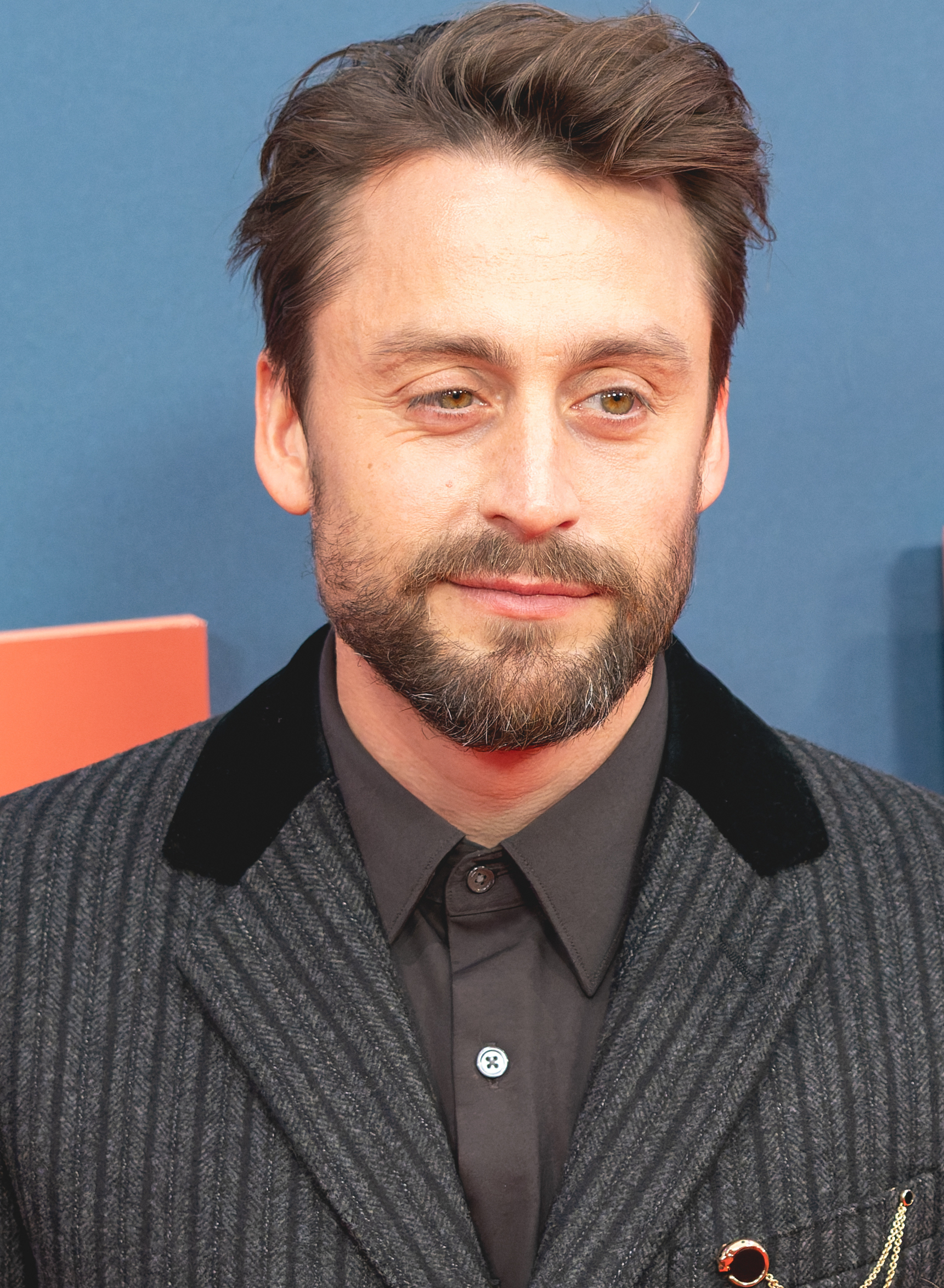
最佳配角演出：基倫·克金

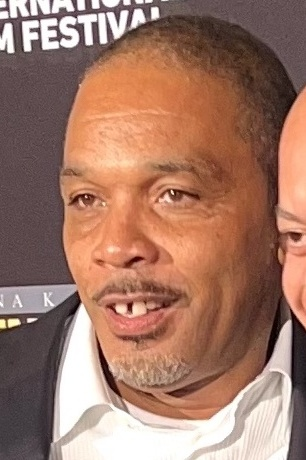
最佳突破演出：克拉倫斯·麥克林

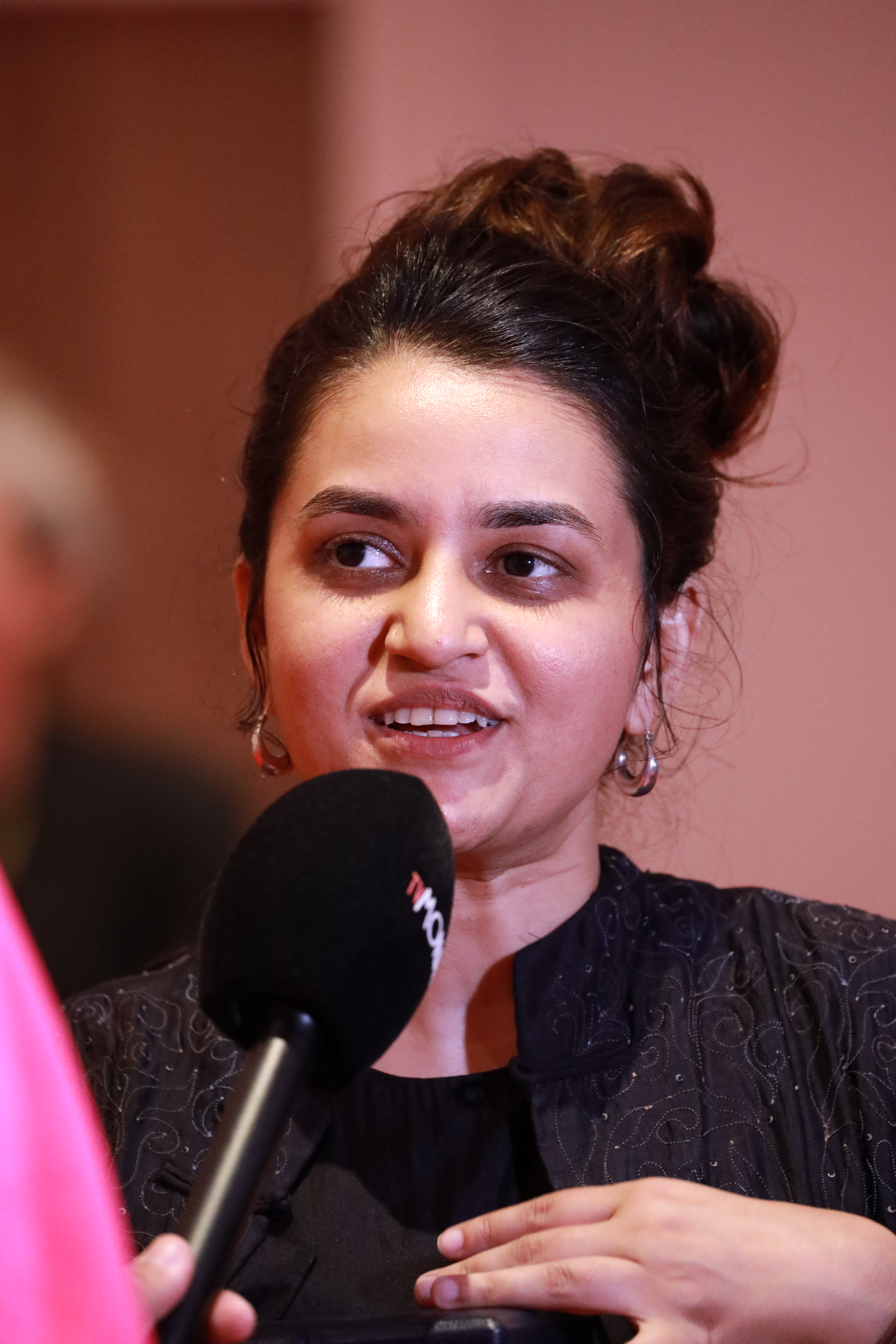
最佳原創劇本：帕亞爾·卡帕迪亞

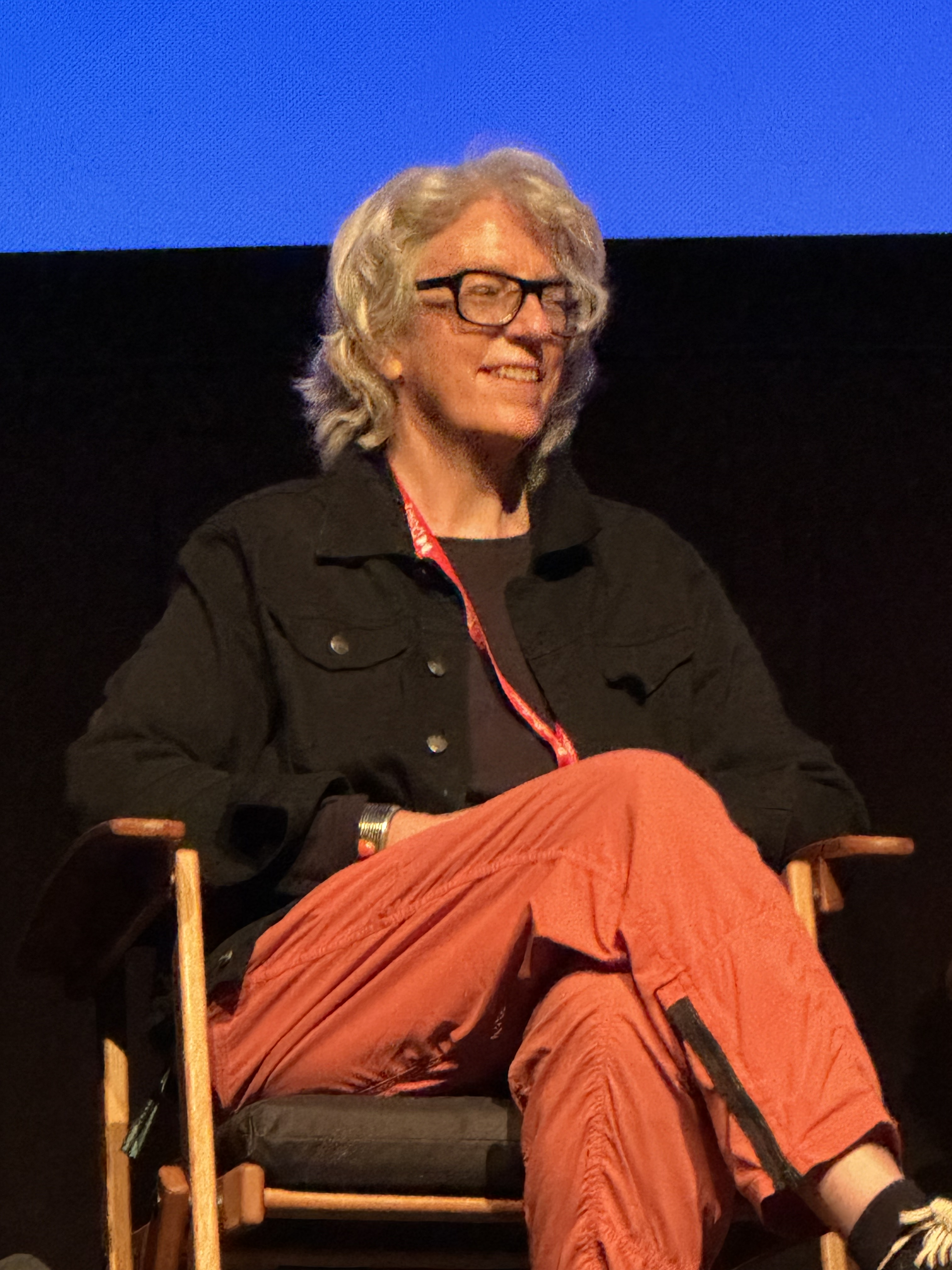
最佳改編劇本：喬絲琳·巴恩斯

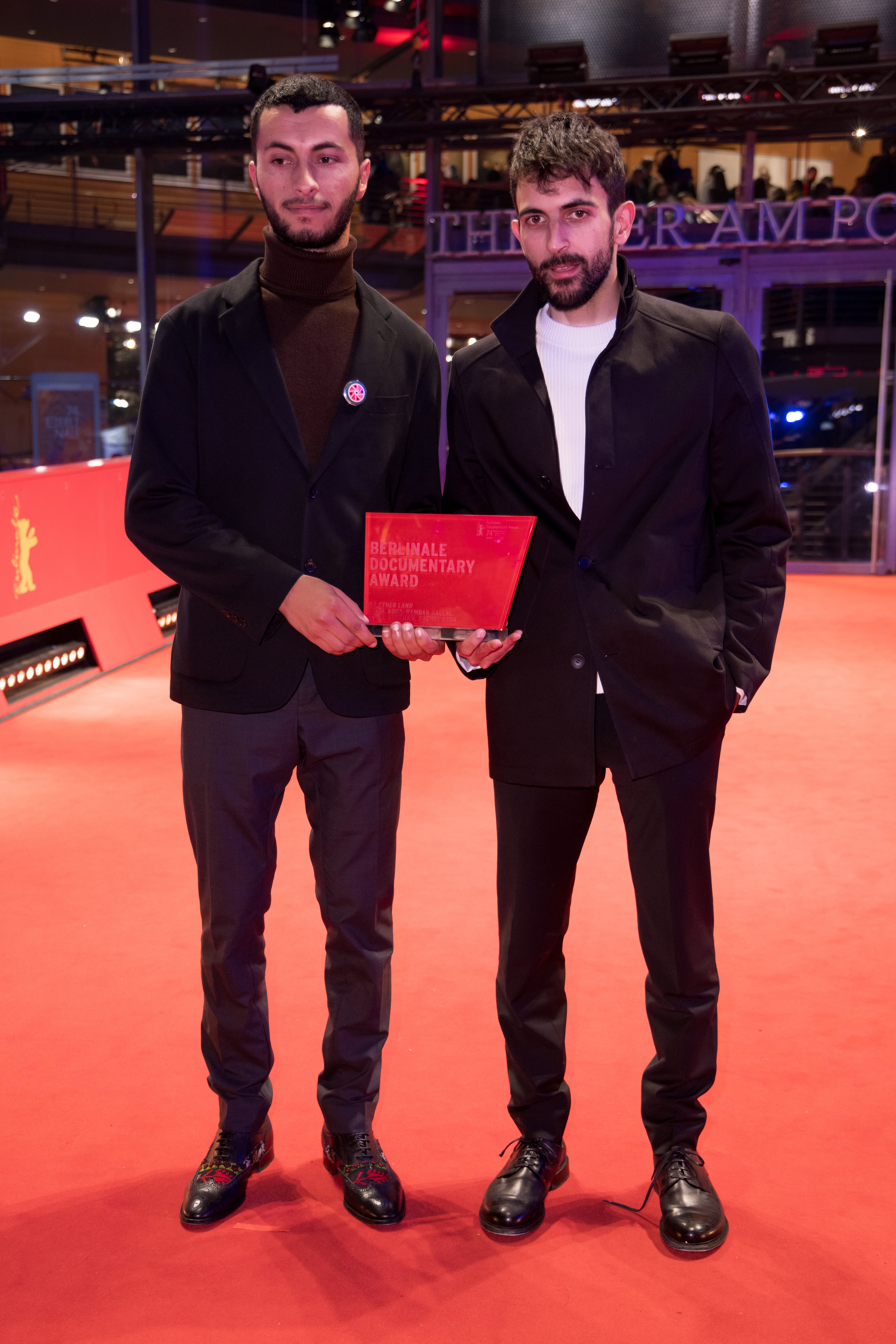
特別提集：巴索·艾德拉、尤法·亞伯拉罕

### 最佳影片
- 《五分钱男孩》
亞軍：
  - 《阿诺拉》
  - 《粗獷派建築師》

### 最佳導演
- 《五分钱男孩》拉梅爾·羅斯（英语：RaMell Ross）
亞軍：
  - 《阿诺拉》西恩·貝克
  - 《你是我眼中的那道光》帕亞爾·卡帕迪亞

### 最佳主角演出
- 《残酷真相（英语：Hard Truths）》瑪麗安·吉恩-巴普迪斯特（英语：Marianne Jean-Baptiste）
- 《阿诺拉》麥琪·麥迪遜
亞軍：
  - 《粗獷派建築師》阿德里安·布罗迪
  - 《监狱剧院》柯爾曼·多明戈
  - 《教宗選戰》雷夫·范恩斯
  - 《毒王女人夢》卡拉·索菲亞·賈斯康
  - 《懼裂》黛米·摩尔

### 最佳配角演出
- 《阿诺拉》尤里·鮑里索夫
- 《跳痛之旅》基倫·克金
亞軍：
  - 《监狱剧院》克拉倫斯·麥克林（英语：Clarence Maclin）
  - 《毒王女人夢》佐伊·索尔达娜
  - 《狂人法則》傑瑞米·史壯
  - 《神鬼戰士II》丹泽尔·华盛顿

### 最佳突破演出
- 《监狱剧院》克拉倫斯·麥克林（英语：Clarence Maclin）
亞軍：
  - 《毒王女人夢》佐伊·索尔达娜
  - 《阿诺拉》麥琪·麥迪遜

### 最佳加拿大電影演出
- 《牧羊人（英语：Shepherds (film)）》費利斯-安東莞·杜瓦（英语：Félix-Antoine Duval）
亞軍：
  - 《马特和玛拉（英语：Matt and Mara）》黛拉·坎貝爾（英语：Deragh Campbell）
  - 《G7高瘋會：首腦危機（英语：Rumours (2024 film)）》羅伊·杜普伊斯（英语：Roy Dupuis）

### 最佳原創劇本
- 《你是我眼中的那道光》帕亞爾·卡帕迪亞
亞軍：
  - 《阿诺拉》西恩·貝克
  - 《挑戰者》賈斯汀·庫瑞茲奇斯（英语：Justin Kuritzkes）

### 最佳改編劇本
- 《五分钱男孩》拉梅爾·羅斯（英语：RaMell Ross）、喬絲琳·巴恩斯（英语：Joslyn Barnes）
亞軍：
  - 《教宗選戰》彼德·史莊（英语：Peter Straughan）
  - 《沙丘：第二部》丹尼斯·维勒弗、喬·斯派茨

### 最佳動畫片
- 《貓貓的奇幻漂流》
亞軍：
  - 《蝸牛少女回憶錄》
  - 《荒野機器人》

### 艾倫·金紀錄片獎
- 《達荷美：祖靈回家》
亞軍：
  - 《被占城市（英语：Occupied City）》
  - 《政变的配乐（英语：Soundtrack to a Coup d'Etat）》

### 最佳國際劇情片
- 《你是我眼中的那道光》
亞軍：
  - 《邪惡根本不存在》
  - 《邊境無間（英语：Green Border）》

### 最佳首部劇情片
- 《慌心配對（英语：Woman of the Hour）》
亞軍：
  - 《40英畝（英语：40 Acres (film)）》
  - 《珍妮的內心世界（英语：Janet Planet）》
  - 《小丑萬萬歲（英语：The People's Joker）》

### 羅傑斯最佳加拿大電影獎
- 《G7高瘋會：首腦危機（英语：Rumours (2024 film)）》
- 《牧羊人（英语：Shepherds (film)）》
- 《大同世界（英语：Universal Language (2024 film)）》

### 羅傑斯最佳加拿大紀錄片
- 《不同之路：潔姬·沙恩的故事（英语：Any Other Way: The Jackie Shane Story）》
- 《Yintah（英语：Yintah）》
- 《你的明天（英语：Your Tomorrow）》

### 特別提及
- 《你的國，我的家》—巴索·艾德拉（英语：Basel Adra）、尤法·亞伯拉罕（英语：Yuval Abraham）、瑞秋·索（Rachel Szor）、哈姆丹·巴拉爾（Hamdan Ballal）
- 瑟蕊娜·惠特尼（Serena Whitney）與評論電影協會（Revue Film Society）

## 外部連結
- 官方网站